# Blackstar (píseň)
„Blackstar“ je píseň anglického hudebníka Davida Bowieho. Vydána byla dne 19. listopadu 2015 jako první singl z hudebníkova posledního alba Blackstar, jež vyšlo 8. ledna následujícího roku, dva dny před Bowieho smrtí. Singl se umístil na 78. příčce americké hitparády Billboard Hot 100. Délka písně dosahuje téměř deseti minut. Byl k ní rovněž natočen videoklip, jehož režisérem byl Johan Renck.